# ۱۲۰۲ (خورشیدی)
۱۲۰۲ هزار و دویست و دومین سال هجری خورشیدی است.